# Свети Евстратий (Кастро)
„Свети Евстратий“ (на гръцки: Ιερός Ναός Αγίου Ευστρατίου) е възрожденска православна църква край село Кастро на остров Тасос, Егейска Македония, Гърция, част от Филипийската, Неаполска и Тасоска епархия на Вселенската патриаршия.
Разположена е на около километър южно от селото, северно от пътя Кастро – Теологос. Храмът няма ктиторски надпис, но царските икони са датирани 1892 г. Според запазени документи в 1882 година Ватопедският манастир дава на община Кастро 60 гроша за изграждане на нова църква. Като се има предвид, че храмът Благовещение Богородично в Лименария, в землището на Кастро, е построен в 1880 година, очевидно става въпрос за „Свети Евстратий“.
В архитектурно отношение църквата е еднокорабен храм с дървен покрив. Притворът на запад не е построен. Външните размери са 8,75 / 6,05 m., пмощта е 52,94 m2, а дебелина на стената 0,70 m. Вратата е двойна, извита отвън и правоъгълна отвътре. Осветлението е през два южни два големи северни прозореца. Подът е покрит с плочи, а светилището е повдигнато с една стъпка.
Панелите на иконостаса са високи. Царските икони са „Архангелски събор“ (1892), „Света Богородица Одигитрия“ (1893), „Христос Вседържител“ (1892), „Свети Йоан Предтеча“, „Св. св. Константин и Елена“. На южната стена е иконата на Свети Николай (1893). Над тях има 14 по-малки икони, наклонени напред.
Светилището има три идентични полукръгли, засводени ниши. Апсидата отвън е полушестоъгълна с вентилационен отвор. Светилището се осветява от сводест прозорец.